# Associazione Calcio Mantova 1919-1920
Questa pagina raccoglie le informazioni riguardanti l’Associazione Calcio Mantova nelle competizioni ufficiali della stagione 1919-1920.

## Stagione
Nella stagione 1919-1920 il Mantova ha disputato il girone emiliano del campionato di Prima Categoria. All'epoca era il massimo livello nazionale. Con 10 punti in classifica si è piazzato al terzo posto.

## Rosa
| N. |                   | Ruolo | Calciatore           |
| -- | ----------------- | ----- | -------------------- |
|    | Italia (bandiera) | P     | Diaderico Raffaldini |
|    | Italia (bandiera) | D     | Enghel Barbieri      |
|    | Italia (bandiera) | D     | Guido Biagi          |
|    | Italia (bandiera) | D     | Lamberto Bodini      |
|    | Italia (bandiera) | D     | Carlo Ghirelli       |
|    | Italia (bandiera) | C     | Dante Prosperi       |
|    | Italia (bandiera) | D     | Carlo Venturini      |
|    | Italia (bandiera) | C     | Giorgio Agostinelli  |

| N. |                   | Ruolo | Calciatore          |
| -- | ----------------- | ----- | ------------------- |
|    | Italia (bandiera) | C     | Francesco Caprioli  |
|    | Italia (bandiera) | C     | Ettore Gasparini    |
|    | Italia (bandiera) | C     | Silvio Manna        |
|    | Italia (bandiera) | C     | Ildebrando Prosperi |
|    | Italia (bandiera) | A     | Carlo Barbieri      |
|    | Italia (bandiera) | A     | Andrea Preuss       |
|    | Italia (bandiera) | A     | Giuseppe Soresina   |
|    | Italia (bandiera) | A     | Nino Vidotto        |

## Risultati

### Prima Categoria

#### Girone emiliano

##### Girone di andata
| Arbitro: | Bertazzoni (Modena) |

|                                           |           |             |
| Barbieri 13’, ?’ Vidotto Gasperini ?’, ?’ | Marcatori | ?’ (rig.) ? |

| Arbitro: | Ortali (Bologna) |

|                                      |           |  |
| Gardini 2’ Cristiglio 83’ Gabusi 89’ | Marcatori |  |

| Mantova 26 ottobre 1919 3ª giornata | Mantova             | 0 – 0 | Modena | \| Arbitro: \| Sabattini (Bologna) \| |
| Arbitro:                            | Sabattini (Bologna) |       |        |                                       |

| Arbitro: | Orlandini (Milano) |

|                 |           |                                                   |
| Barbieri III 5’ | Marcatori | 30’ Della Valle II 50’ (rig.) Rossi 75’ Badini II |

| Carpi 9 novembre 1919 5ª giornata | Carpi            | 0 – 0 | Mantova | \| Arbitro: \| Ortali (Bologna) \| |
| Arbitro:                          | Ortali (Bologna) |       |         |                                    |

##### Girone di ritorno
| Arbitro: | Sarto (Bologna) |

|                    |           |              |
| Vaccari 70’ (rig.) | Marcatori | 60’ Soresina |

| Arbitro: | Bertinoli |

|                 |           |  |
| Benedetti 35’ ? | Marcatori |  |

| Arbitro: | Sarto (Bologna) |

|                           |           |  |
| Forlivesi 70’ (rig.), 85’ | Marcatori |  |

| Bologna 14 dicembre 1919 9ª giornata | Bologna           | 0 – 0 | Mantova | Stadio Sterlino\| Arbitro: \| Crivelli (Milano) \| |
| Arbitro:                             | Crivelli (Milano) |       |         |                                                    |

| Arbitro: | Resegotti (Milano) |

|                                 |           |             |
| Prosperi II 15’ Agostinelli 70’ | Marcatori | 60’ Tirelli |